# Wolf von Fabeck

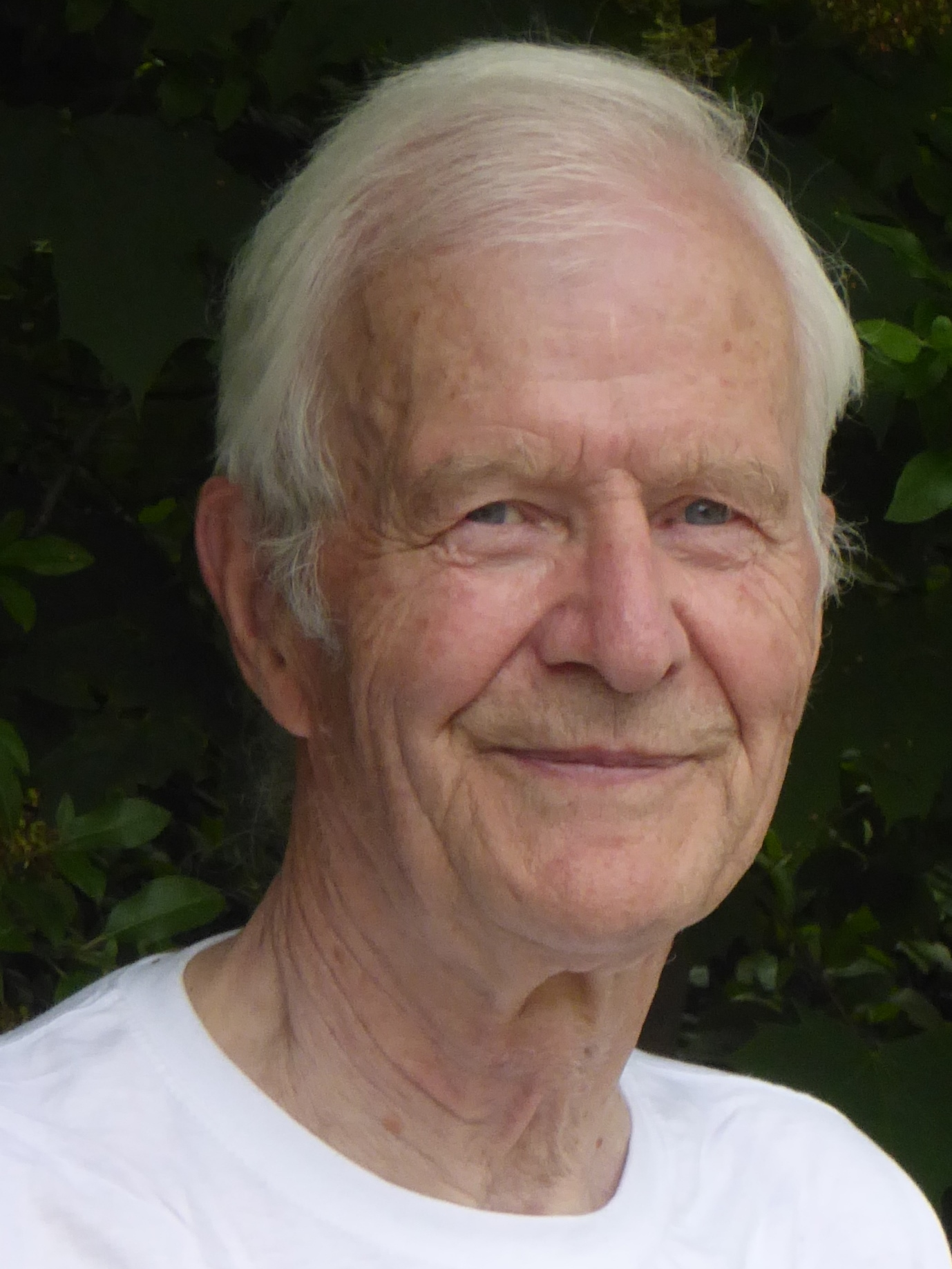
Wolf von Fabeck (2016)

Wolf von Fabeck (* 9. Mai 1935 in Potsdam; † 15. April 2025 in Magdeburg) war ein deutscher Energiewende-Aktivist und langjähriger Vorsitzender des Solarenergie-Fördervereins Deutschland. Er war ein Vordenker des Erneuerbare-Energien-Gesetzes und Initiator der Klimaklage gegen die Bundesregierung.

## Leben und Beruf
Nach dem Besuch der Volksschule in Würzburg und dem Abitur am Nicolaus-Cusanus-Gymnasium Bonn ging Wolf von Fabeck zur Bundeswehr (1956) und studierte Maschinenbau an der Technischen Hochschule Darmstadt. Er war Dozent für Technische Mechanik und Kreiseltechnik an der Fachhochschule des Heeres 1 in Darmstadt, später Dekan und Leiter des Fachbereichs Mathematik, Naturwissenschaften, Datenverarbeitung. 1980 veröffentlichte er das Fachbuch Kreiselgeräte.
Zu seinen ersten prägenden Kontakten mit dem Thema Umwelt gehörten 1984 die Giftmüllverbrennung auf der Nordsee, deren Auswirkungen er auf der Insel Baltrum wahrnahm, und sein Einsatz für ihre Beendigung. 1986 schied er auf eigenen Antrag aus der Bundeswehr aus, weil er sich für den Umweltschutz engagieren wollte. Zu der Entscheidung trug wesentlich die Nuklearkatastrophe von Tschernobyl bei. Im November 1986 war er Mitbegründer des Solarenergie-Fördervereins Deutschland (SFV) mit Sitz in Aachen, ursprünglich eine Interessenvertretung der privaten Solarstromerzeuger. Nach Satzungsänderungen 2003 und 2019 steht der Kampf gegen die Klimakatastrophe im Vordergrund der Vereinsarbeit. Seit Gründung des SFV war er bis 2019 ehrenamtlicher Geschäftsführer sowie Herausgeber der Vereinszeitschrift Solarbrief und anschließend Ehrenvorsitzender des Vereins.
Er lebte bis 2012 in Aachen und anschließend in Magdeburg, wo er 2025 verstarb.

### Klimaklage
Von Fabeck war Initiator der in wesentlichen Teilen erfolgreichen Verfassungsbeschwerde gegen die Bundesregierung im Jahr 2018, wobei er anfangs persönlich und später über den SFV die Kosten der Klage übernahm. In seinem Klima-Beschluss vom 24. März 2021 erklärte das Bundesverfassungsgericht das deutsche Klimaschutzgesetz in Teilen für unvereinbar mit den Grundrechten. Als Reaktion darauf änderte die Bundesregierung im Juni 2021 das Gesetz und verschärfte die Klimaziele für 2030 und 2040 sowie das Klimaneutralitätsziel, das von 2050 auf 2045 vorgezogen wurde.

## Positionen

### Energiewende
Von Fabeck hielt den schnellstmöglichen und vollständigen Ersatz von Kohle, Erdgas, Öl und Atomenergie durch erneuerbare Energien für notwendig und für möglich sowie für eine der größten globalen Aufgaben unserer Zeit. Er trat für eine dezentrale „Bürgerenergiewende“ ein.
Seit 1989 setzte er sich für die kostendeckende Vergütung von Solarstrom ein, die später als Aachener Modell bezeichnet wurde. Das Modell wurde in fast 50 Städten und Gemeinden in Deutschland, der Schweiz und Österreich übernommen. Damit wurde von Fabeck zusammen mit Hans-Josef Fell, Hermann Scheer und anderen zu einem der Vordenker und Wegbereiter des Erneuerbare-Energien-Gesetzes (EEG) von 2000. Das EEG gilt heute als weltweit erfolgreichstes Instrument zur Förderung erneuerbarer Energien und diente mehr als 65 Ländern als Vorbild für eigene Gesetze.
Die wichtigsten Säulen der Energiewende waren für ihn Windenergie und Solarenergie. Die Nutzung von Bioenergie sah er – nach anfänglicher Befürwortung – etwa seit 2009 sehr kritisch. Statt das Hochspannungsnetz weiter auszubauen, forderte er den Ausbau von Stromspeichern und Nahleitungen.

### Steuern

#### Ökologische Steuerreform
Von Fabeck setzte sich gemeinsam mit dem Mathematiker Jürgen Grahl von der Universität Würzburg für eine drastische aufkommensneutrale Verlagerung der Steuerlast von Arbeit auf Energie ein. Energie als leistungsfähigster Produktionsfaktor soll besteuert und der weniger leistungsfähige Produktionsfaktor Arbeit entlastet werden. Diese Verlagerung soll dazu führen, dass weniger Energie verschwendet wird. Investitionen würden dann deutlich stärker als bisher in arbeitsintensive Unternehmen fließen, z. B. in Bildung, Sozialfürsorge, Notdienste, Polizei, Handwerk, Kunst, Forschung. So würden neue Arbeitsplätze geschaffen. Gleichzeitig würden energie- und rohstoffintensive Unternehmen belastet, insbesondere die Grundstoffindustrie. Auch der Verkehr würde bei drastischer Verteuerung der Energie zurückgehen.
Um die persönliche Mehrbelastung der Bürger auszugleichen und die Akzeptanz zu erreichen, schlug von Fabeck die Auszahlung eines einkommens- und altersunabhängigen monatlichen Energiegeldes in gleicher Höhe für jeden Einwohner vor. Wer weniger Energie verbraucht als der Durchschnitt, hätte dann einen Vorteil. Insgesamt soll diese Besteuerung von Energie strikt aufkommensneutral sein.

#### CO2-Steuer
2019 äußerte er Zweifel an der Wirksamkeit der CO2-Steuer, da sich diese zu einem „trojanischen Pferd der fossilen Energiewirtschaft“ entwickeln könne, weil sie die Nutzung von klimaschädlichem Erdgas fördere.

### Rückholung von Treibhausgasen
Er hielt eine Rückholung von Kohlendioxid aus der Atmosphäre mit technischen Mitteln – bei gleichzeitigem Stopp aller weiteren Emissionen – für dringend notwendig, um die Treibhausgaskonzentration auf das vorindustrielle Maß zurückzuführen.

## Auszeichnungen
- 2005 Deutscher Solarpreis (Sonderpreis für besonderes persönliches Engagement)

## Werke
- Kreiselgeräte. Die verschiedenen Gerätetypen und ihre technischen Anwendungen. Prinzipbedingte Fehler und gerätetechnische Lösungen. Physikalische Grundlagen. Vogel, Würzburg 1980, ISBN 3-8023-0612-0.